# Johan Siebke
Johan Siebke, född 17 juni 1781 i Huje nära Itzehoe i Holstein, död 14 augusti 1857 i Kristiania, var en tysk-norsk trädgårdsmästare. Han var far till Johan Heinrich Spalckhawer Siebke.
Siebke, vars far var skollärare, var först lärling på apoteket i Itzehoe, därefter 1800–05 trädgårdselev och -gesäll i botaniska trädgården i Köpenhamn; därefter arbetade han 1½ år i den botaniska trädgården i Hammersmith vid London och 1807–10 i Jardin des plantes i Paris. Senare reste han för att botanisera och studera botaniska trädgårdar genom Schweiz, Italien och Tyskland tillbaka till Köpenhamn, där han antogs som trädgårdsmästare i botaniska trädgården. År 1814 kallades han till Norge för att anlägga och därefter förestå Kristiania universitets nya botaniska trädgård på Tøyen, en befattning vilken han behöll intill sin död. 